# Rectoris longifinus
Rectoris longifinus är en fiskart som beskrevs av Li, Mao och Lu 2002. Rectoris longifinus ingår i släktet Rectoris och familjen karpfiskar. Inga underarter finns listade i Catalogue of Life.